# Vincent de Moor
Vincent de Moor (Delft, 5 de diciembre de 1973) es un DJ y productor de  música trance neerlandés.
Ha colaborado con muchos artistas de la talla de Tiësto y Ferry Corsten.
Su música futurista ha ganado popularidad a través de los años y estableció su nombre en la escena mundial de música electrónica.
Su carrera comenzó a partir del año 1993, pero en 1997 consiguió entrar con su sencillo "Flowtation" en las listas inglesas de música dance. "Flowtation" llegaría al puesto 54 en ventas y le daría fama internacional. En el año 1998 Vincent retorna con su nuevo sencillo llamado "Orion City" que es seguido por el álbum que lleva el mismo nombre. 1999 es el año en que el trance neerlandés crece como nunca antes en Gran Bretaña y el año que vio nacer la unión de Vincent de Moor y Ferry Corsten bajo el nombre de Veracocha. Bajo ese nombre esta dupla neerlandesa lanzó el 3 de mayo de 1999 "Carte Blanche", que está considerado como una de las mejores producciones trance de toda la historia. El álbum "Moor" es lanzado en el 2000 que incluye "Fly Away", otro de sus grandes éxitos.
Entre sus canciones más exitosas están "Fly Away", "Shamu", "Flowtation", "Eternity" y "Orion City".

## Vida personal
Vincent de Moor es una persona de bajo perfil, de la cual se conoce muy poco acerca de su vida personal y carrera. Al día de hoy no existen entrevistas con él.
En julio de 2014, la discográfica Cloud 9 Dance comentó a TranceFixxed:

Lo consulté con Vincent y no está interesado en hacer ninguna entrevista. Ya no está activo en la industria de la música, ¡pero disfruta el hecho de que la gente todavía esté interesada en su música!

## Discografía

### Álbumes de estudio
- 1998: Orion City
- 2000: Moor

### Sencillos
- 1996: Systematic
- 1996: Flowtation
- 1997: Stef & Vincent De Moor - Details
- 1998: Orion City
- 1998: Night Express 2000
- 1998: Shamu
- 1998: Flagpoint
- 1998: Magnetic
- 1998: Darwin's Voyage
- 1999: Worlds Of Doubt
- 1999: Between 2 Fires
- 1999: Classics II
- 2000: Deflection
- 2000: The Additional Works
- 2000: Vincent De Moor Presents Emerald - Eternity (Forever)
- 2000: Vincent De Moor Presents Emerald - Fly Away